# Тети Варети - Рољијати (Торино)
Тети Варети - Рољијати је насеље у Италији у округу Торино, региону Пијемонт.
Према процени из 2011. у насељу је живело 91 становника. Насеље се налази на надморској висини од 452 м.